# Stade Omnisport de Douala
Der Complexe multisports de Japoma (deutsch Multisport-Komplex von Japoma) in der Ortschaft Japoma, rund 20 km vom Zentrum der kamerunischen Stadt Douala entfernt, ist ein 2019 fertiggestellter Sportanlage. Zum Komplex gehört ein Fußballstadion namens Stade omnisport de Douala (oder auch Stade Japoma)  mit Leichtathletikanlage und 50.000 überdachten Plätzen. Des Weiteren bietet der Komplex zwei Trainingsplätze mit je 1000 unüberdachten Tribünenplätzen, eine Sporthalle mit 2000 Sitzplätzen, die für zwei Sportarten wie Basketball, Handball oder Volleyball gleichzeitig, zur Hälfte geteilt werden kann. Die Schwimmhalle mit 1000 Plätzen hat ein Schwimmbecken mit acht Bahnen nach Olympianorm. Zwei Basketball- und zwei Volleyballplätze stehen wie die Tennisanlage mit vier Plätzen unter freiem Himmel zur Verfügung. Darüber hinaus bietet die Anlage 37.000 m² Parkplatzflächen inklusive Parkhaus. Neben den Sportstätte können Tagungsräume und ein Vier-Sterne-Hotel genutzt werden.
Die Sportanlage hat etwa 143 Millionen US-Dollar gekostet, wovon ca. 75 Prozent von der Bank für Exportkredite der Türkei (EXİMBANK) finanziert wurden. Errichtet wurden die Bauten vom türkischen Bauunternehmen Yenigün Construction.
Es sollten einige Spiele des Afrika-Cup 2019 im Stade omnisport de Douala ausgetragen werden. Im November 2018 wurde Kamerun das Turnier wegen Verzögerungen bei den Bauten entzogen und nach Ägypten vergeben. Kamerun richtete den Afrika-Cup 2022 aus.

## Spiele des Afrika-Cup 2022
Zehn Partien der Kontinentalmeisterschaft sollten im Stade omnisport de Douala ausgetragen werden. Nachdem es Kritik am Zustand des Platzes gab, wurden dem Stadion während des Turniers die restlichen Spiele entzogen. 
Somit fanden lediglich acht Spiele in Japoma statt.
- 11. Jan. 2022, 14:00 Uhr, Gruppe E:  Algerien –  Sierra Leone 0:0
- 12. Jan. 2022, 20:00 Uhr, Gruppe E:  Äquatorialguinea –  Elfenbeinküste 0:1 (0:1)
- 16. Jan. 2022, 17:00 Uhr, Gruppe E:  Elfenbeinküste –  Sierra Leone 2:2 (1:0)
- 16. Jan. 2022, 20:00 Uhr, Gruppe E:  Algerien –  Äquatorialguinea 0:1 (0:0)
- 20. Jan. 2022, 17:00 Uhr, Gruppe E:  Elfenbeinküste –  Algerien 3:1 (2:0)
- 20. Jan. 2022, 20:00 Uhr, Gruppe F:  Mali –  Mauretanien 2:0 (1:0)
- 26. Jan. 2022, 17:00 Uhr, Achtelfinale:  Elfenbeinküste –  Ägypten 0:0 n. V., 4:5 i. E.
- 29. Jan. 2022, 17:00 Uhr, Viertelfinale:  Gambia –  Kamerun 0:2 (0:0)